# El Chorrillo (Los Pozos, Herrera, Panamá)
El Chorrillo es una comunidad llena de cultura y tradición que mantiene día a día la historia y culturas cosechadas de generaciones pasadas, estas bellas costumbres obtenidas por los ancianos mayores, han sido de gran importancia para que las personas que habitan esta comunidad tengan presente las grandes cosas que tiene para brindar El Chorrillo.

## Ubicación
Es una pequeña comunidad ubicada en Herrera, Distrito de Los Pozos, Corregimiento de Cerros de Paja. Aproximadamente cuenta con 100 habitantes según censo realizada en el año 2010. Coordenadas

### Límites
Norte: El Gallo
Sur: Calle Principal vía el Salitre
Este: La Requinta
Oeste: Las Pipas

## Curiosidades
- Es desconocida la fecha de fundación de esta comunidad.
- El árbol más representativo de este lugar fue talado en el 2018 para la construcción de la carretera.

- La luz eléctrica fue un problema de la comunidad por más de 40 años, hasta que en el año 2017 se inició la obra de instalación de luz eléctrica.

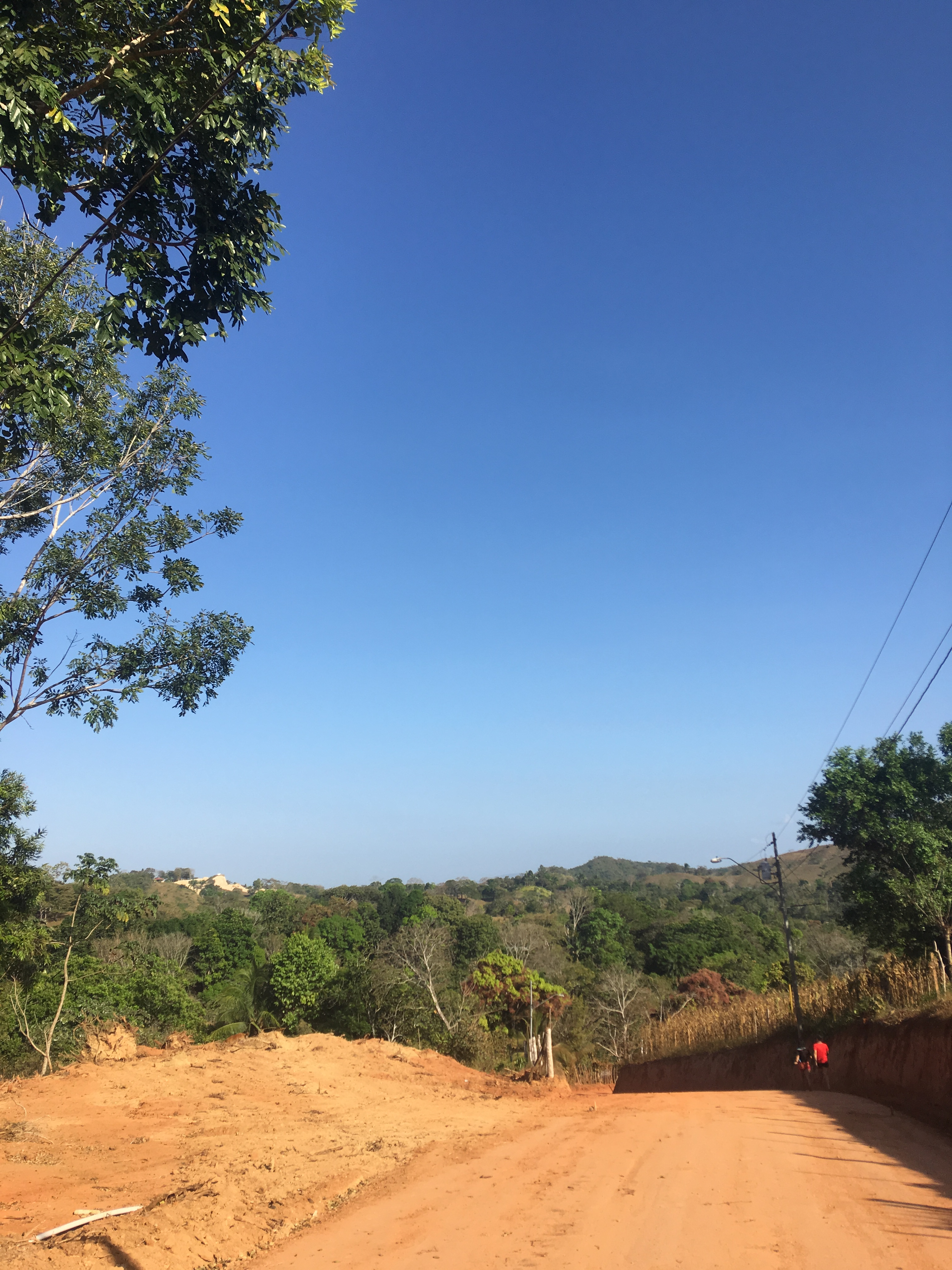
Construcción de la Calle de El Chorrillo

- El agua potable de este lugar se obtiene de pequeños pozos creado por los habitantes del lugar.

## Generalidades
La mayor cantidad de personas son de creencias católica, y tienen como santo de la comunidad a Nuestra Señora de Lujan, la cual cuenta con su iglesia ubicada en la parte más alta de la comunidad. igualmente se cuenta con una escuela en la que se imparten clases de primera por una sola maestra, la cual imparte clase desde pre-kinder hasta sexto grado.
Es una comunidad con un clima templado el cual varia según la época del año, se cuenta con una fauna muy diversa uno de los animales más sobresalientes es la paloma titibu y el perico.
Es un lugar donde la flora sobresale, en cada lugar al que se vaya se puede encontrar una gran cantidad de árboles maderables y frutales.
Se encuentran varias quebradas las cuales le dan un toque de resquebrad al lugar, entre uno de sus lugares para visitar esta el famoso bañario del lugar CHARCO EL CAJÓN, es un lugar donde según moradores del lugar se han visto cosas milagrosas y gracias a eso se ha convertido en el lugar que todos quieren visitar cuando van al chorrillo.

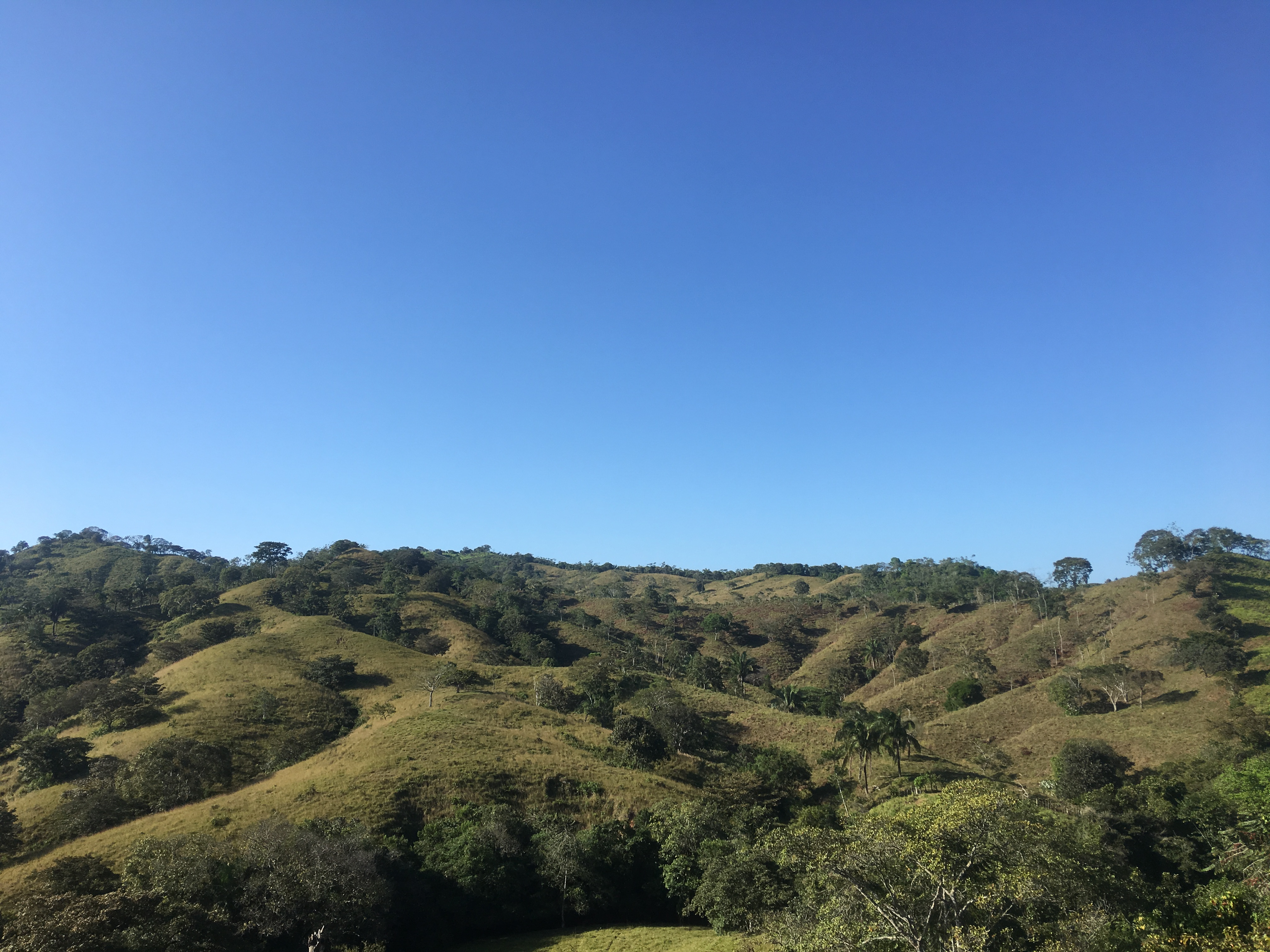
Así se puede observa el atardecer en las partes más altas del lugar

## Historia
Se dice que el nombre se debe a un árbol con flores que colgaban del mismo y en temporadas de lluvia dejaba caer un chorro de agua por las flores.
Actualmente es una comunidad en progreso ya que en tiempo antiguos no se contaba con luz eléctrica, donde las personas que vivían el lugar se alumbraban con guaricha (se hace de un frasco de vidrio y queroseno) la cual producía luz.
En este lugar las personas suelen creer mucho en las llamadas buciones (seres mitológicos) la tulivieja, el chivato, el señil entre otros.
Para celebrar las fiestas patrias se reunían todas las personas de la comunidad en el llano frente a la escuela y se realizaban diferentes actividades entre ellos salto en sacos, cargar huevos con la boca y el famoso palo encebado el cual consistía en ponerle cebo o manteca a una parte de un árbol y las personas participantes crear una torre de personas para alcanzar la bandera que se encontraba en la punta del palo, la persona que lograra realizar esta hazaña obtenía muchos premios.
- Datos: Q60969816